# Recheldorf
Recheldorf ist ein Gemeindeteil der Gemeinde Untermerzbach im unterfränkischen Landkreis Haßberge in Bayern.

## Geografie
Das Dorf liegt im östlichen Teil des Landkreises auf der Westseite des Itztales, etwa fünf Kilometer nordöstlich von Ebern. Die Kreisstraße HAS 52 von Untermerzbach nach Gleusdorf führt durch den Ort.

## Geschichte
Der Ortsname geht wohl auf den ersten Siedler Rachilo zurück.
Im Jahr 1215 war die erste Nennung, als Tegeno von Lichtenstein Güter in „Recheldorf“ mit dem Kloster Langheim tauschte. 1232 folgte eine Erwähnung in der Teilungsurkunde des Würzburger Fürstbischofs Hermann, in der Ebern von der Pfarrei Pfarrweisach getrennt wurde und „Recheldorff“ zu Ebern kam. 1327 verkaufte Konrad von Merzbach Güter in „Rechelndorf“ an das Kloster Banz. 1415 erhielten die Herren von Rotenhan einen Hof zu „Recheldorff“. 1574 gehörte „Recheldorff“ zum Amt Wildberg.
1862 wurde die seit 1818 Ruralgemeinde Recheldorf, bestehend aus drei Orten, dem Dorf Recheldorf, dem Weiler Fierst und der Einöde Lützelebern, in das neu geschaffene bayerische Bezirksamt Ebern eingegliedert. Im Jahr 1871 zählte das Dorf 131 Einwohner.
1900 hatte die 609,37 Hektar große Landgemeinde 182 Einwohner und 37 Wohngebäude. 129 Einwohner waren evangelisch und 53 katholisch. Im Dorf lebten 119 Personen in 23 Wohngebäuden. 1925 lebten in Recheldorf 110 Personen in 22 Wohngebäuden. Das Dorf war mehrheitlich evangelisch. Die evangelische Pfarrei und die Bekenntnisschule befanden sich im 1,5 Kilometer entfernten Untermerzbach. 1950 hatte das Dorf Recheldorf 168 Einwohner und 22 Wohngebäude. Es gehörte zum Sprengel der katholischen Pfarrei Kaltenbrunn. Im Jahr 1961 zählte der Ort 115 Einwohner und 24 Wohngebäude. 1970 waren es 105 und 1987 98 Einwohner sowie 22 Wohngebäude mit 24 Wohnungen.
Am 1. Juli 1972 wurde der Landkreis Ebern aufgelöst und die Gemeinde Recheldorf kam zum Haßbergkreis. Am 1. Mai 1978 folgte die Auflösung der Gemeinde und die Eingliederung von Recheldorf nach Untermerzbach. Die Gemeindeteile Fierst und Lützelebern wurden der Stadt Ebern zugeordnet.

## Baudenkmäler

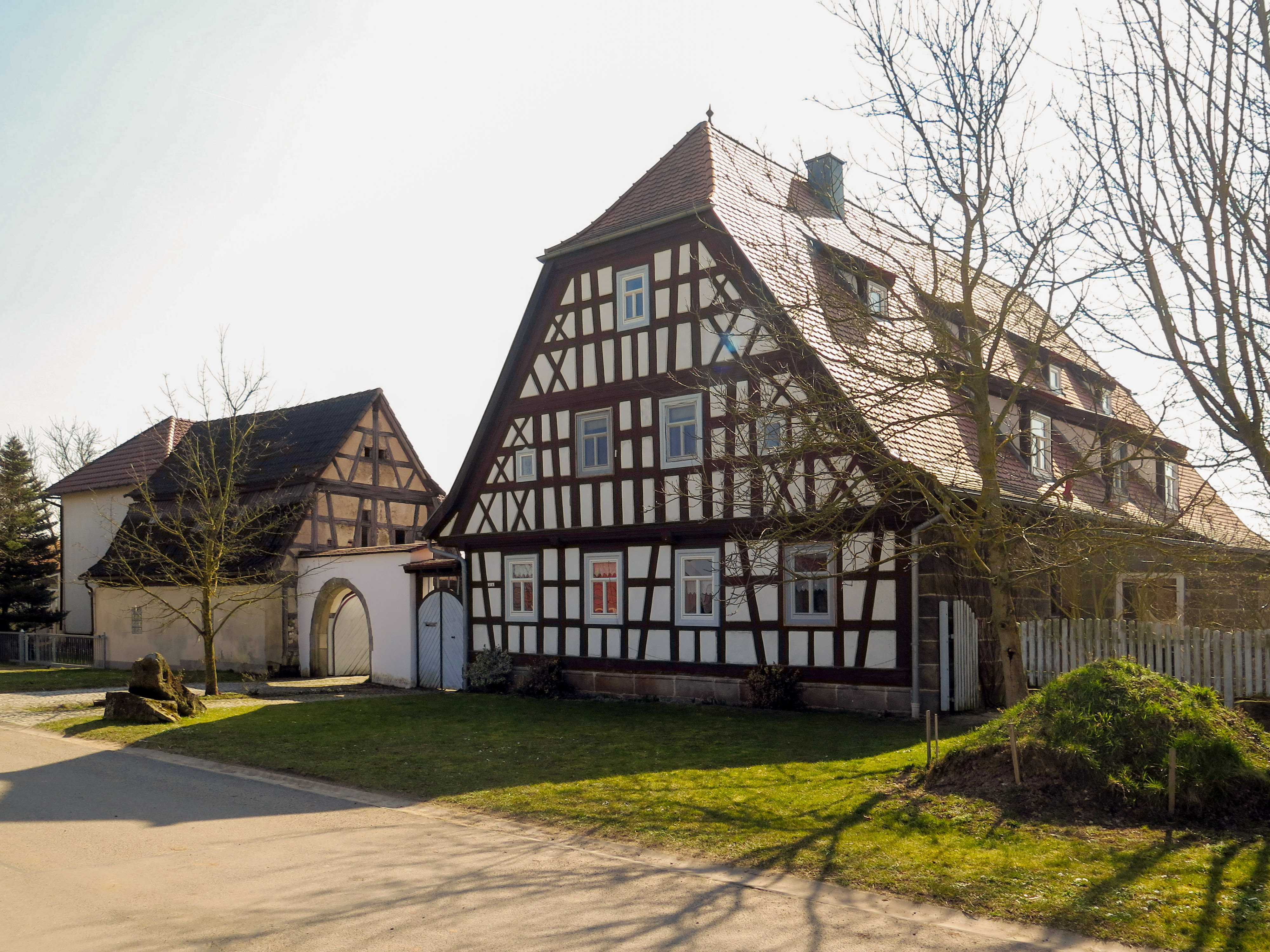
Ehemaliger Brauereigasthof

In der Bayerischen Denkmalliste sind vier Baudenkmäler aufgeführt.